# Eucalyptus macarthurii
Eucalyptus macarthurii är en myrtenväxtart som beskrevs av Deane och Joseph Henry Maiden. Eucalyptus macarthurii ingår i släktet Eucalyptus och familjen myrtenväxter. Inga underarter finns listade i Catalogue of Life.